# Esperante (Lugo)
Esperante (llamada oficialmente Santalla de Esperante) es una parroquia y una aldea española del municipio de Lugo, en la provincia de Lugo, Galicia.

## Otras denominaciones
La parroquia también es conocida por el nombre de Santa Eulalia de Esperante.

## Organización territorial
La parroquia está formada por diez entidades de población, constando seis de ellas en el anexo del decreto en el que se aprobó la actual denominación oficial de las entidades de población de la provincia de Lugo:

### Entidades de población
Entidades de población que forman parte de la parroquia:
- Airexe (A Airexe)
- A Travesa
- Camiño da Costa
- Carballido
- Esperante
- Estrada Santiago
- Fontao
- Torrón (O Torrón)
- Urbanización Bela Vista

### Despoblado
Despoblado que forma parte de la parroquia:
- Papio de Abaixo

## Demografía

### Parroquia
| Gráfica de evolución demográfica de Esperante (parroquia) entre 2000 y 2021 |
|                                                                             |
| Datos según el nomenclátor publicado por el INE.                            |

### Aldea
| Gráfica de evolución demográfica de Esperante (aldea) entre 2000 y 2021 |
|                                                                         |
| Datos según el nomenclátor publicado por el INE.                        |